# 제임스 포니워직
제임스 포니워직(영어: James Poniewozik, /pɒnəˈwɒzɪk/, 1968년 7월 12일)은 미국의 언론인이자 텔레비전 평론가이다. 《뉴욕 타임스》의 수석 TV 평론가이며, 이전에는 《Time》에서 16년간 '튠드 인'(Tuned In)이라는 이름의 칼럼을 연재해왔다.

## 어린 시절
포니워직은 미국 미시간주 먼로 출신으로, 폴란드계 가톨릭 신자인 아버지와 모로코 출신의 스파라드 유대인이었던 어머니 사이에서 태어났다. 포니워직은 1986년부터 1990년까지 미시간 대학교 앤아버를 다녔으며, 영문학 학사 학위를 받았다. 이후 뉴욕 대학교 대학원 소설 창작 과정을 입학했으나 수료하지는 않았다.

## 경력
포니워직은 《뉴욕 타임스 북 리뷰》, 《포춘》, 《롤링 스톤》 등의 잡지에서 글을 기고해왔다. 1997년부터 1999년까지는 Salon.com 미디어 섹션의 에디터이자 미디어 평론가로 활동했다.
포니워직은 1999년부터 2015년까지 잡지 《타임》의 텔레비전 평론가로 활동했다. 2005년에 《타임》 사이트 내의 블로그인 '튠드 인'(Tuned In)을 시작해 텔레비전 및 관련 미디어에 대해 글을 남기기 시작했다. 《타임》에서의 활동 덕분에 "현대 TV 혁명을 가장 날카롭게 분석하는 목소리 중 하나"로 평가받기도 했다. 포니워직은 2015년 8월에 《뉴욕 타임스》의 문화면 수석 TV 평론가 자리에 합류했다.
2019년 9월에는 라이브라이트 출판사를 통해 《Audience of One: Donald Trump, Television, and the Fracturing of America》라는 이름의 책을 출간했다.

## 개인사
포니워직은 뉴욕 브루클린에 살고 있다. 유년기 때는 교회를 다녔지만, 10대에 무신론자가 되었다. 포지워직은 자신을 '문화적 유대인'이라고 설명해왔다.